# Ruedi Arnold
Ruedi Arnold (* 8. August 1945 in Luzern; † 2. April 2014 in Salzburg) war ein schweizerisch-österreichischer Bildhauer.

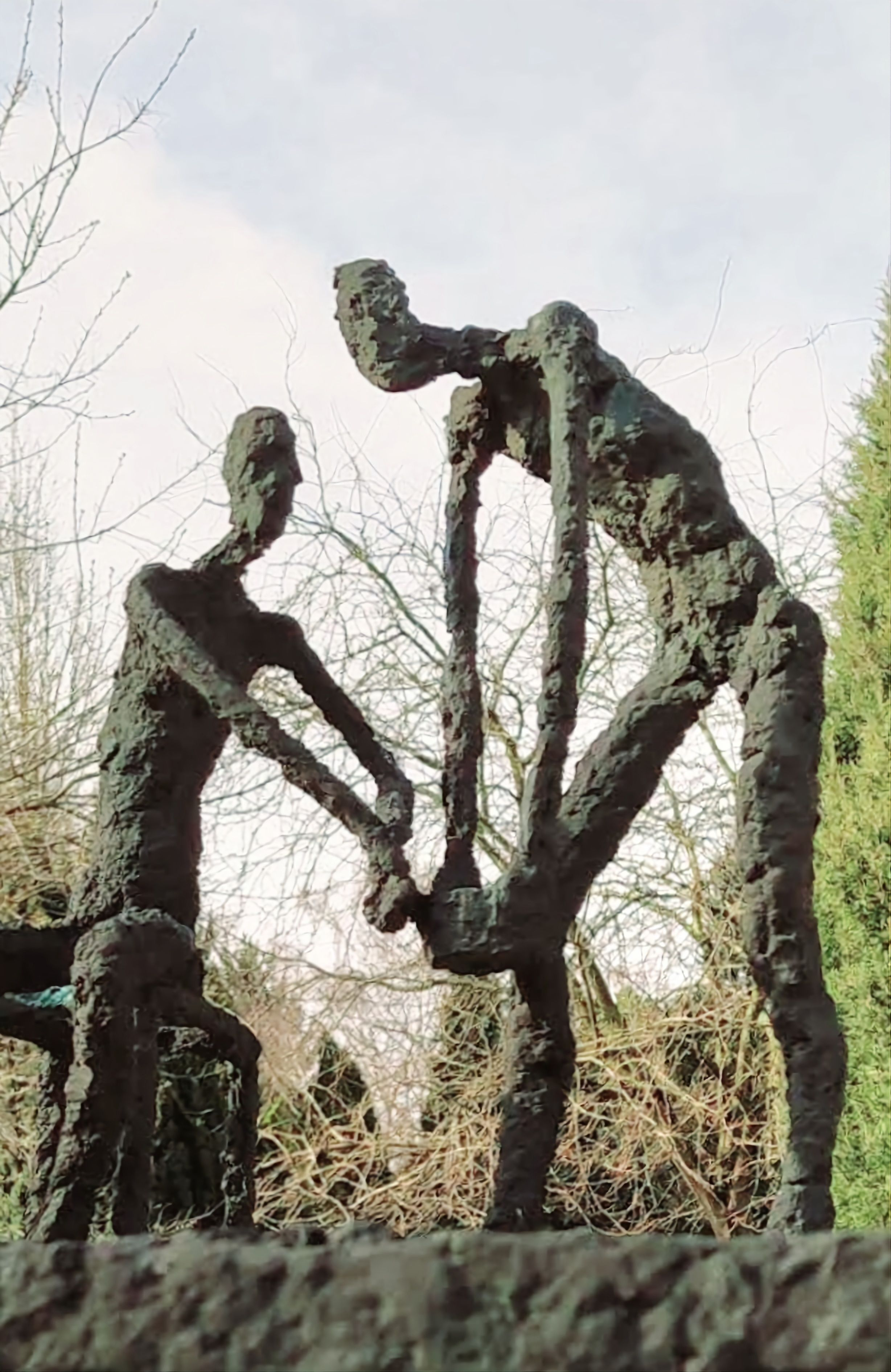
Bronzefiguren von Ruedi Arnold, Barbara Friedhof Linz

## Leben
Ruedi Arnold erhielt nach der Grundschule in Luzern eine Bildhauerausbildung bei Anton Egloff an der Kunstgewerbeschule in Luzern. In den Jahren 1966–1967 absolvierte er seinen Militärdienst. Er arbeitete als Steinmetz und Steinbildhauer in Zürich. In den Jahren 1967–1970 besuchte er die Meisterschule für Bildhauerei bei Fritz Wotruba an der Akademie der Bildenden Künste Wien. 1970 bis 1974 gestaltete er in seinem Atelier in Zürich. Ab 1974 hatte er einen Lehrauftrag bei Oswald Oberhuber an der Akademie der Bildenden Künste Wien inne.
1976 erhielt er die Professur an der Hochschule für Musik und darstellende Kunst „Mozarteum“ in Salzburg, heute Universität Mozarteum Salzburg. Hier übte er Aufgaben in der Abteilungsleitung, als Vize-Studiendekan, Landeskulturbeirat Salzburg, Fachbeirat für Bauen und Kunst, und als Vorstandsmitglied im Salzburger Kunstverein aus. 1993–1998 hatte er auch Lehraufträge an der Universität Innsbruck inne. 2013 wurde er emeritiert.

## Studierende
- Erwin Wurm
- Christian Spatzek
- Gabriele Berger

## Werke (Auswahl)
- 2008 „Kreuzweg“, St.-Barbara-Friedhof, Linz[1]
- Vorweg und Hinterher. Texte übers Bildermachen. Verlag Bibliothek der Provinz, Salzburg 2013, ISBN 978-3-99028-095-9.

## Ausstellungen
- 1969: Erste Beteiligung an Gruppenausstellungen
- 1974: Erste Einzelausstellungen
- 2002: 1Blick. Kunst im Vorhaus. Einzelausstellung „Organistrukt - Organische Konstruktion“[2]
- 2006: Schloss Puchheim: „Gebogenes und Geknetetes“[3]
- 2010: ICON Galerie[4]
- 2014: 1Blick. Kunst im Vorhaus. Einzelausstellung „Selbstportrait“[5]

## Belege
1. ↑  https://www.friedhofsfuehrer.at/st-barbara-friedhof-linz/kreuzweg-von-ruedi-arnold/
2. ↑  https://www.1blick.org/einblick/1000worte/1000-arnold/1000-arnold.html
3. ↑  https://www.galerieschlosspuchheim.at/ausstellungen-2006/
4. ↑  https://www.icon.at/de/veranstaltungen/veranstaltungsberichte/09092010-vernissage-ruedi-arnold/
5. ↑  https://www.1blick.org/einblick/ignaz_zangi_2014/arnold_ignazzangi.html

| Personendaten    | Personendaten                            |
| ---------------- | ---------------------------------------- |
| NAME             | Arnold, Ruedi                            |
| ALTERNATIVNAMEN  | Arnold, Rudolf                           |
| KURZBESCHREIBUNG | schweizerisch-österreichischer Bildhauer |
| GEBURTSDATUM     | 8. August 1945                           |
| GEBURTSORT       | Luzern                                   |
| STERBEDATUM      | 2. April 2014                            |
| STERBEORT        | Salzburg                                 |